# Carbonade valdôtaine
Pour les articles homonymes, voir Carbonade.
La carbonade valdôtaine ou « carbonade à la valdôtaine » est une recette de cuisine traditionnelle de la cuisine valdôtaine.

## Description
C'est une variante de carbonade à base de morceaux de viande de bœuf braisés à l'étouffée avec du vin rouge.